# Caserne Defeld
La Caserne Defeld est l'ancienne caserne de la Gendarmerie de Charleroi, située au Boulevard Pierre Mayence, n°67.

## Construction
La construction du bâtiment remonte au XIXe siècle, sous l'impulsion du bourgmestre de Charleroi de l'époque, Gustave Nalinne[réf. nécessaire].
Les lieux sont composés de trois bâtiments disposés en triangle, avec une cour intérieure. L'accès se fait depuis le Boulevard Pierre Mayence, par le porche aujourd'hui disparu. Ils ont directement été destinés à accueillir la Gendarmerie de Charleroi.
Après la Seconde Guerre mondiale, les cavaleries de la gendarmerie sont centralisées dans différents groupes mobiles : celui de Charleroi occupe la Caserne Defeld. Au début des années 1980, une nouvelle centralisation a lieu, et les chevaux ne se trouvent plus qu'à Bruxelles.

## Affectations du bâtiment
À la réforme des polices de 2001, la Gendarmerie belge est démantelée et fait place à la police intégrée. Les ex-gendarmes quittent donc les lieux et rejoignent les ex-policiers communaux dans leur commissariat situé face à la caserne Defeld, au n°14 du Boulevard Mayence.
Les bâtiments de la caserne Defeld deviennent la propriété de la Police locale de Charleroi, qui y affecte certains de ses services, sans en faire un lieu principal de travail, et ce jusqu'en 2011.

## Démolition partielle des lieux et rénovation

Hôtel de police et Charleroi/Danses

En 2011, les derniers policiers occupants la caserne Defeld quittent les lieux pour laisser place à une phase de travaux. Celle-ci a pour but de donner vie au futur Hôtel de Police de Charleroi, nommé la Tour Bleue en raison de sa couleur. Celle-ci est inaugurée en 2014.
Lors de la construction, le porche de l'ancienne caserne est totalement détruit le 7 mai 2012 pour laisser place à une esplanade ouverte, laquelle couvre également l'ancienne cour intérieure. Les deux ailes latérales sont conservées, mais entièrement rénovées et deviennent mitoyennes de la nouvelle tour. 
Depuis décembre 2022, une des ailes abrite le Musée des Beaux-Arts de Charleroi. 

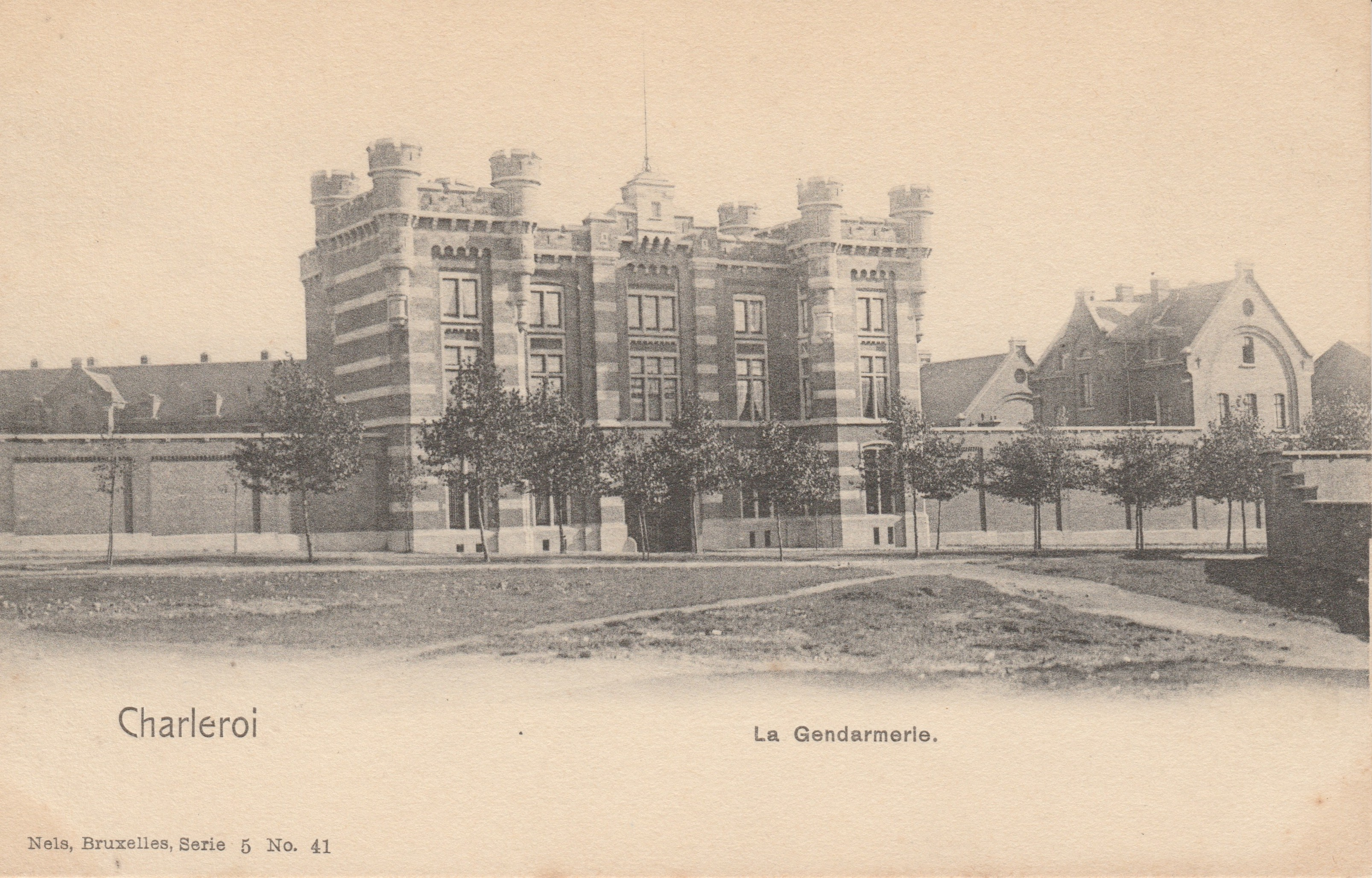
La gendarmerie au début du XXe siècle.
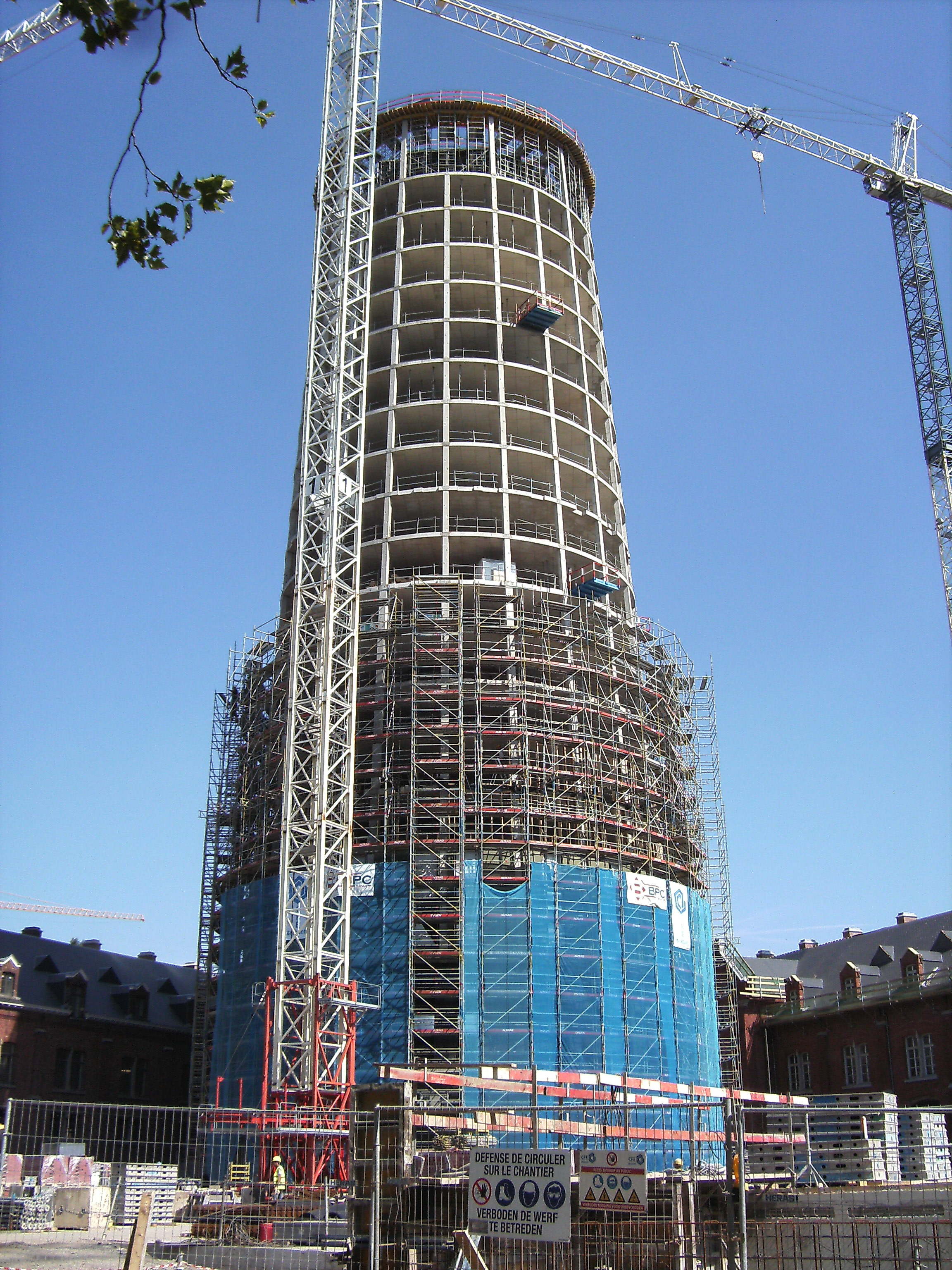
Construction de la nouvelle tour.
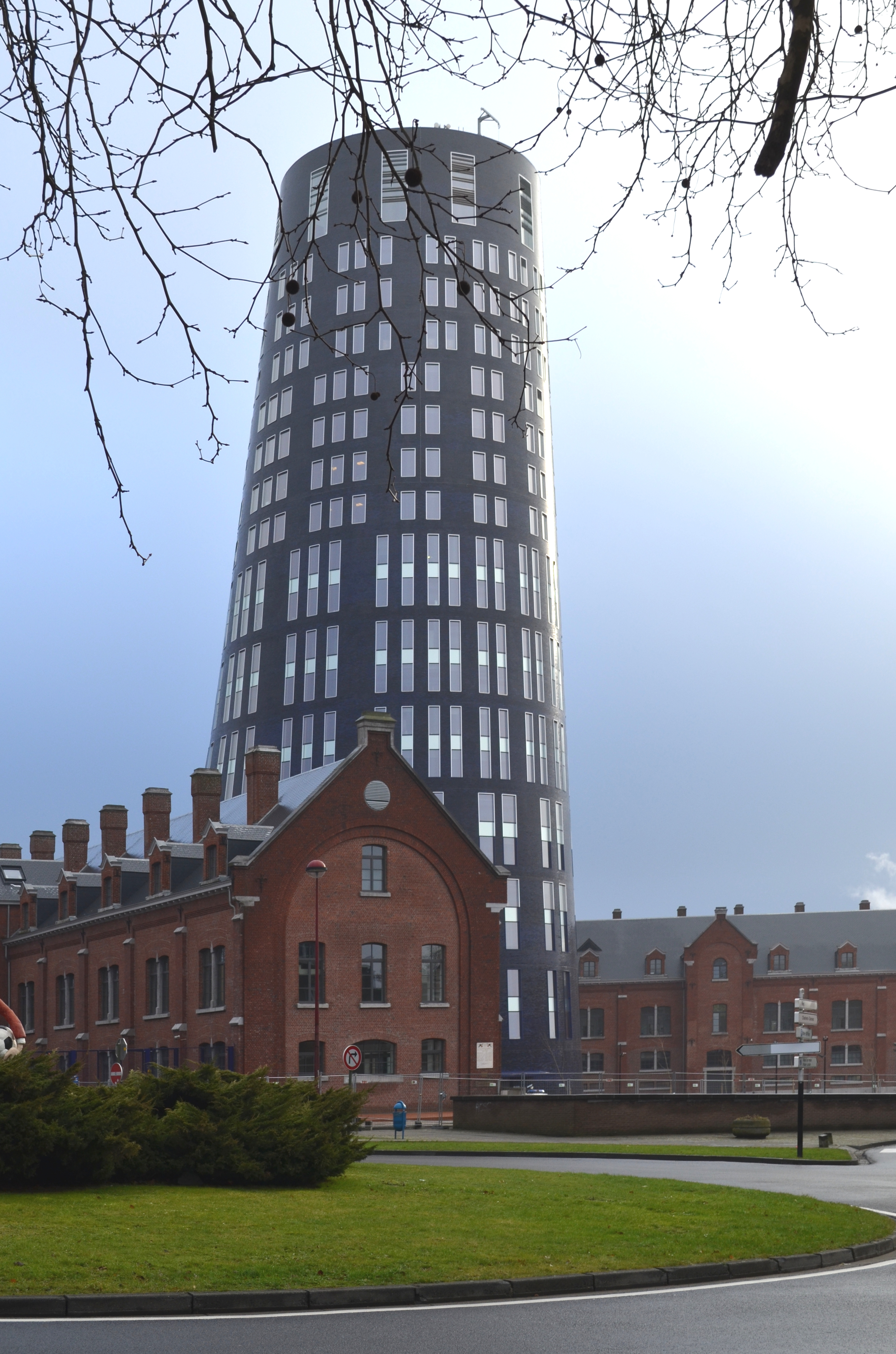
Les lieux après la fin de la construction.